# Miltochrista sanguitincta
Miltochrista sanguitincta là một loài bướm đêm thuộc phân họ Arctiinae, họ Erebidae.